# Ctenodes decemmaculata
Ctenodes decemmaculata är en skalbaggsart som beskrevs av Olivier 1808. Ctenodes decemmaculata ingår i släktet Ctenodes och familjen långhorningar. Inga underarter finns listade i Catalogue of Life.